# منیر شفیق

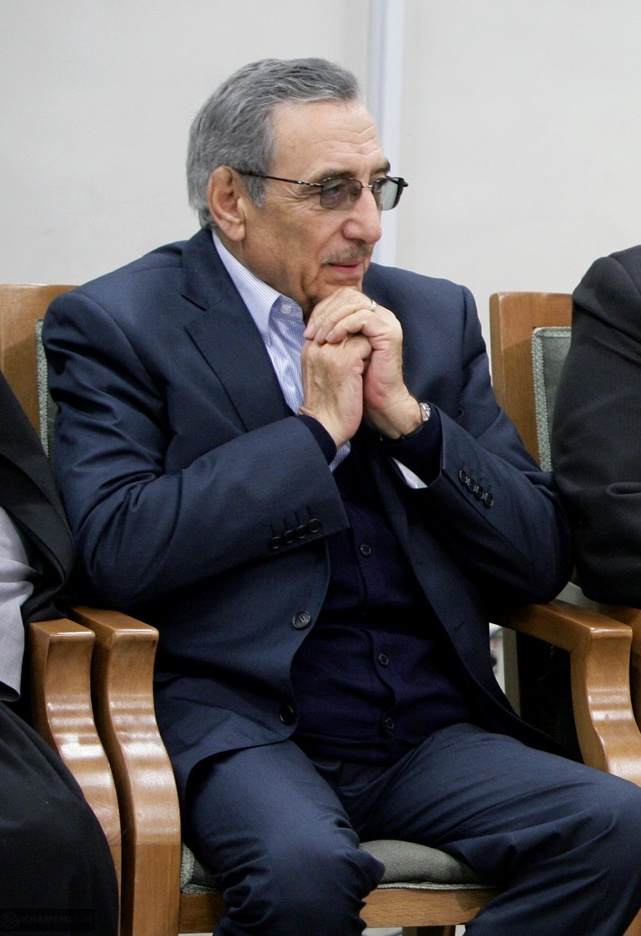
منیر شفیق در دیدار شرکت کنندگان در کنفرانس بین المللی وحدت با سید علی خامنه ای

منیر شفیق، نویسنده اهل فلسطین است.

## زندگی و آثار
منیر شفیق در سال ۱۹۳۴ به دنیا آمد. وی مسیحی و اهل فلسطین بود ولی بعدها دین اسلام را پذیرفت. او آثار فراوانی نیز نوشته است.

## آثار
- اسلام قومیت عربی[۲]
- تجربیاتی چند از انقلاب فلسطین

همچنین برخی کتاب‌های وی مانند اسلام رودرروی انحطاط به فارسی ترجمه شده است.